# Хёайнёд
Хёайнёд (нем. Höheinöd) — община в Германии, в земле Рейнланд-Пфальц. 
Входит в состав района Юго-западный Пфальц. Подчиняется управлению Вальдфишбах-Бургальбен.  Население составляет 1223 человека (на 31 декабря 2010 года). Занимает площадь 10,87 км².